# Timothy Browning
Timothy Browning est un mathématicien travaillant dans le domaine de la théorie des nombres, et qui examine l'interface de la théorie des nombres analytiques et la géométrie diophantienne.
Browning est actuellement un professeur de théorie des nombres à l'ISTA.

## Récompenses
En 2008, Browning a remporté le Prix Whitehead, décerné par la London Mathematical Society, pour ses contributions importantes à l'interface de la théorie des nombres analytiques et à la géométrie arithmétique au sujet des nombres et de la distribution de solutions rationnelles et intégrales aux équations diophantiennes.
En 2009, Browning a remporté le Prix Ferran Sunyer i Balaguer. Le prix récompense un ouvrage sur un domaine actuel des mathématiques, auquel le lauréat a apporté des contributions importantes. Browning a remporté ce prix pour son ouvrage intitulé Quantitative Arithmetic of Projective Varieties,.
En 2010, Browning a remporté le Prix Philip-Leverhulme pour son travail sur la théorie des nombres et la géométrie diophantienne.

## Publications
- « MathSciNet » (consulté le 31 octobre 2010)
- « ArXiv » (consulté le 31 octobre 2010)
- Timothy Browning, « Publications » (consulté le 31 octobre 2010)